# Кіке Саверіо
Хав'єр Енріке Дельгадо Саверіо (ісп. Javier Enrique Delgado Saverio, 19 червня 1999, Генуя, Італія), більш відомий як Кіке Саверіо (ісп. Kike Saverio) — іспанський та еквадорський футболіст, який грає на позиції вінгера за «Аріс» (Салоніки) у грецькій Суперлізі.

## Кар'єра

### Ранні роки
Народився в Генуї, Італія, в родині еквадорців. Незабаром родина повернулась у Еквадор, а потім переїхала до іспанської Барселони, коли Кіке було п'ять років. Там Кіке грав у молодіжній команді «Корнелья», а 2015 року приєднався до академії «Барселони».

### «Барселона»
У сезоні 2017/18 Саверіо виступав за юнацьку команду «Барселони», з якою виграв дубль — чемпіонат та Юнацьку лігу УЄФА, але через травму не був основним гравцем.
Після цього на сезон 2018/19 гравця було переведено до резервної команди «Барселона Б», де він розпочав перші три гри сезону основним лівим вінгером, і знову отримав травму, у цьому випадку біцепса стегнової кістки лівої ноги, через що залишився поза грою на чотири місяці. Після одужання він знову був основним в останньому відрізку чемпіонату. У наступній кампанії він почав перші два дні на лавці запасних, після чого став стабільним гравцем дублю.
13 листопада 2019 року він дебютував у складі першої команди «Барси» в товариському матчі проти «Картахени», який завершився перемогою з рахунком 2:0, де грав до 67 хвилини, після чого його замінив Алехандро Маркес.
Тим не менш на офіційному рівні за основу «Барси» футболіст так і не зіграв і 30 червня 2020 року після закінчення контракту він покинув клуб.

### «Осасуна»
16 вересня 2020 року Кіке підписав трирічний контракт з «Осасуною», де також спочатку став грати за резервну команду «Осасуна Б». 15 грудня він дебютував за першу команду у матчі першого раунду Кубка Іспанії проти «Томареса», забивши один із шести голів своєї команди. Він також брав участь у наступному раунді Кубка проти «Олота».
Втім так і не закріпившись у першій команді, 1 лютого 2021 року він перейшов в оренду до нижчолігового клубу «Андорра» з Сегунди Б до кінця сезону, а по його завершенні 28 липня знову був відданий в оренду, цього разу у «Понферрадіну» з Сегунди.

### «Депортіво» (Ла-Корунья)
21 січня 2023 року Саверіо підписав контракт на два з половиною роки з «Депортіво» (Ла-Корунья) з Прімейри Федерасьйон, третього дивізіону країни. У складі галіційського клубу він провів 15 ігор, зазвичай виходячи з лави запасних, і забив два голи. Наприкінці сезону він вирішив достроково розірвати угоду з клубом.

### «Аріс» (Салоніки)
2 липня 2023 року Саверіо підписав контракт на два сезони з опцією ще на один із «Арісом» (Салоніки) з грецької Суперліги.

## Збірна
Маючи право представляти Італію, Еквадор та Іспанію, він спочатку обрав останню країну, дебютувавши за юнацьку збірну Іспанії до 19 років 14 листопада 2017 року в грі проти Португалії (1:2). Цей матч так і залишився єдиним.
У 2019 році він був викликаний до молодіжної збірної Еквадору U-20 на збір перед молодіжним чемпіонатом світу, але не потрапив у фінальну заявку.

## Досягнення
- Переможець Юнацької ліги УЄФА: 2017/18